# Bal (danspartij)

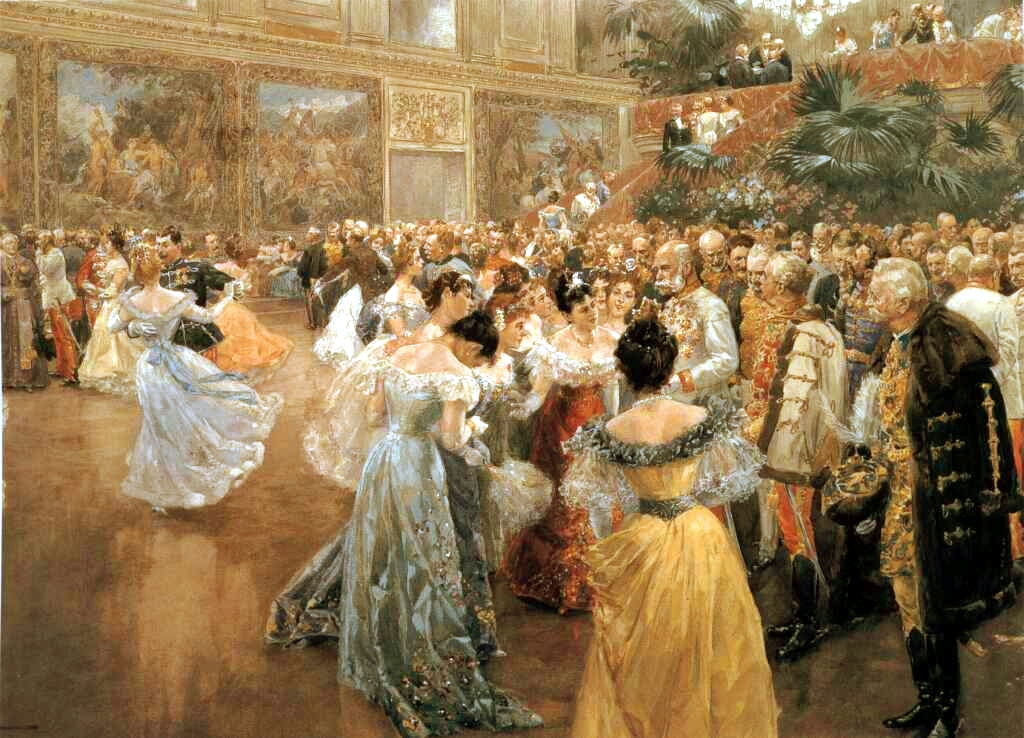
Aristocraten verzamelen zich rond Frans Jozef I van Oostenrijk tijdens een bal in de Hofburg. Schilderij door Wilhelm Gause (1900)

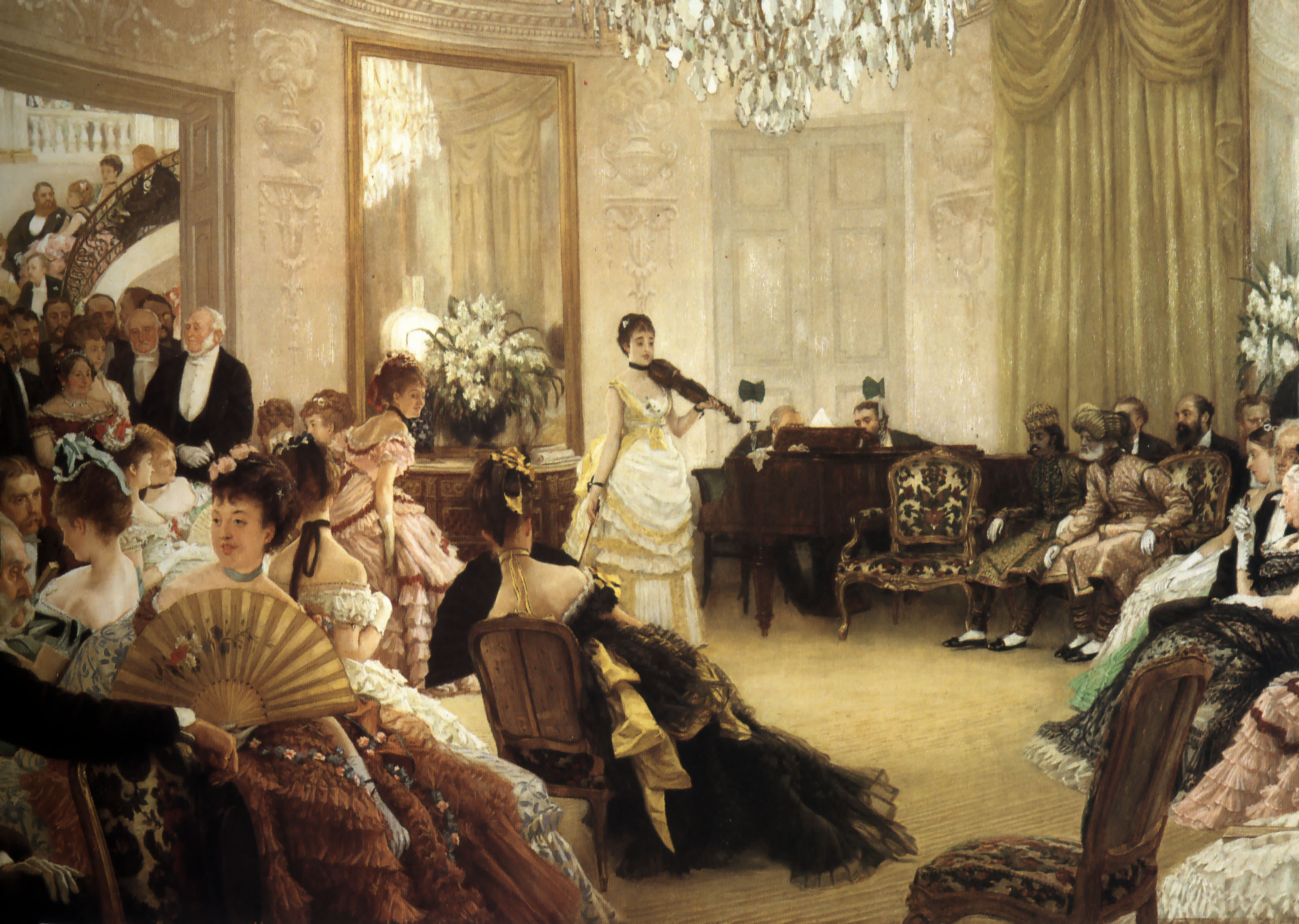
Bal in het victoriaans tijdperk

Een bal is een formeel dansfeest. Het woord bal is afgeleid van het Latijnse woord 'ballare' wat “dansen” betekent. De term kan ook worden teruggevoerd naar "bailar", wat Spaans en Portugees is voor dansen.
Op een bal worden aanwezigen vaak geacht bepaalde kleding te dragen zoals een baljurk voor de dames en een smoking of rokkostuum voor de heren. Een speciale variant hierbinnen is het gekostumeerd bal, waarbij alle aanwezigen zich moeten verkleden (al dan niet rondom een specifiek thema) en een gemaskerd bal, ook wel bal masqué genoemd, waarbij alle aanwezigen een masker dragen.
Een bal wordt doorgaans gehouden in een speciaal daarvoor ingerichte ruimte genaamd de balzaal of danszaal. De muziek wordt bij een bal meestal live gespeeld, vaak op strijkinstrumenten.

## Voorbeelden
- Bal van de Hertogin van Richmond
- Boekenbal
- Operabal